# Victor Crăsescu
Victor Crăsescu (Crasiuc, cunoscut sub pseudonimul Ștefan Basarabeanu, n. 1848, Chișinău – d. 1918) a fost un medic, prozator și activist de stânga român basarabean. A frecventat cîteva clase ale gimnaziului din Chișinău, pe care a trebuit să-l părăsească din lipsa de mijloace materiale, ca să urmeze apoi cursurile seminarului. După asta a studiat medicina la Universitatea din Odesa, perioadă în care a devenit anarhist. 
În anii 1870 s-a aflat în exil, în Elveția și SUA. S-a întors în Basarabia, dar, fiind persecutat de autoritățile imperiale ruse, s-a refugiat în România împreună cu fiul său, Sergiu Victor Cujbă. 
În 1881 se stabilește la Tulcea, în Dobrogea. Cîtva timp a condus comuna agricolă înființată de refugiați în satul Armutnî. A obținut un doctorat în medicină la București. A devenit un colaborator al marxistului Constantin Dobrogeanu-Gherea, publicând în ziarul socialist Contemporanul. A mai fost apropiat de Zamfir Ralli-Arbore. 
Pe la sfârșitul anilor 1980 se stabilește în Slănic, iar în 1897 primește cetățenia română. A devenit un activist pentru vot universal și atât el, cât și fiul său, au devenit adepți ai naționalismului, dar dintr-o perspectivă progresistă de stânga. Crăsescu a mai susținut emanciparea evreilor, atrăgând critici din partea altor naționaliști. În 1903 a fondat și organizat un departament pentru țărani al Crucii Roșii, iar apoi a devenit medic-șef de plasă, funcție din care a combătut epidemiile de tifos, holeră și scarlatină. În 1916, a preferat să rămână în teritoriul ocupat de germani, pentru a se lupta cu epidemia de tifos din Prahova, și a decedat în 1918. 
Surse
1. Victor Crăsescu // Fugarul de la seminar. Schițe și povestiri din viața seminariștilor, a clericilor și a pescarilor dunăreni. — Chișinău, Literatura artistică, 1984.

Opera
- Spirca (1887)
- Fugarul de la seminar
- Examenul
- Părintele Baltag
- Sosește
- Fost-a el de vină? (1884)
- Sălbaticul
- Legea lui Linci
- Hotărîrea lui Ion Butuc și a bogoslovilor

1. ↑   https://chisinauorasulmeu.com/2014/05/19/scriitorul-victor-crasescu/ Lipsește sau este vid: |title= (ajutor)
2. ↑  ]][[Categorie:Articole cu legături către elemente fără etichetă în limba română